# Ljeb
Ljeb su naseljeno mjesto u sastavu općine Stanari, Republika Srpska, BiH.
Do 2014. godine nalazilo se u sastavu općine Doboj.

## Stanovništvo
| Ljeb               |              |
| godina popisa      | 1991.        |
| Srbi               | 426 (95,52%) |
| Muslimani          | 0            |
| Hrvati             | 0            |
| Jugoslaveni        | 9 (2,02%)    |
| ostali i nepoznato | 11 (2,46%)   |
| ukupno             | 446          |